# Victorious (TV-serie)
Victorious (stiliserat som VICTORiOUS) är en amerikansk sitcomserie skapad av Dan Schneider som sändes på Nickelodeon från 2010 till 2013. I rollerna syns bland annat Victoria Justice, Leon Thomas III, Matt Bennett, Elizabeth Gillies, Ariana Grande, Avan Jogia och Daniella Monet, vars karaktärer går på scenkonstskolan Hollywood Arts High School. Serien har totalt fått två stycken pris för bästa favoritserien på Kids' Choice Awards (2012 och 2013) samt fyra stycken Emmy-nomineringar.

## Handling
Serien börjar med hur Toris talang upptäcks när hon tar sin äldre syster Trinas plats i en talangtävling och hon får en plats på artistskolan Hollywood Arts (där även Trina går), en skola där eleverna utbildar sig till att bli riktiga artister. Där får hon flera nya vänner som till exempel Cat Valentine som spelas av Ariana Grande, Beck Oliver som spelas av Avan Jogia, Jade West som spelas av Elizabeth Gillies, Andre Harris som spelas av Leon Thomas III och Robbie som spelas av Matt Bennett. Under serien får man följa Tori och hennes vänner genom sin skolgång på Hollywood Arts.

## Huvudroller
- Victoria Justice som Tori Vega
- Leon Thomas III som Andre Harris
- Matt Bennett som Robbie Shapiro
- Elizabeth Gillies som Jade West
- Ariana Grande som Cat Valentine
- Avan Jogia som Beck Oliver
- Daniella Monet som Trina Vega
- Cristopher Cane som Rex Shapiro (Robbies kasperdocka)

## Svenska röster[2]
- Elina Raeder - Tori
- Anton Olofson Raeder - Robbie och Rex
- Mikaela Ardai Jennefors - Cat
- Simona Holmström - Jade
- Eddie Hultén - Beck
- Jesper Adefelt - Andre
- Sandra Kassman - Trina (säsong 1)
- Stina Eriksson - Trina (säsong 2-4)
- Niclas Ekholm - Sikowitz

## Återkommande roller
- Eric Lange - Erwin Sikowitz
- Lane Napper - Lane Alexander
- Michael Eric Reid - Sinjin Van Cleef
- Jim Pirri - David Vega
- Jennifer Carta - Holly Vega
- Marilyn Harris - Andres farmor/mormor
- Marco Aiello - Festus
- Susan Chuang - Mrs. Lee
- Darsan Solomon - Burf